# Свирепкин, Павел Михайлович
Павел Михайлович Свирепкин (1914—1965) — участник Великой Отечественной войны, командир танкового батальона 65-й танковой бригады 11-го Радомско-Берлинского танкового корпуса 69-й армии 1-го Белорусского фронта, майор. Герой Советского Союза.

## Биография
Родился 22 января 1914 года в селе Дорошовка Российской империи, ныне Вознесенского района Николаевской области Украины, в семье крестьянина. Украинец.
Окончил 7 классов и школу ФЗУ. Работал в колхозе. С 1933 года работал слесарем на московском Метрострое. После срочной службы в армии работал бригадиром на строительстве Дворца Советов при СНК СССР.
В Красной Армии находился в 1936—1938 годах и с 1940 года. Служил командиром танка в 11-м запасном танковом полку, а с сентября 1940 года — командиром танка 6-го танкового полка 3-й танковой дивизии Ленинградского, затем Прибалтийского военных округов. Член ВКП(б) с февраля 1942 года.
Участник Великой Отечественной войны с июня 1941 года. Был командиром танка, танкового взвода, адъютантом старшим батальона, командиром танкового батальона, начальником штаба 65-й танковой бригады. Воевал на Северо-Западном, Южном, 1-м Украинском и 1-м Белорусском фронтах. В боях дважды ранен. С июня по сентябрь 1943 года учился на курсах усовершенствования офицерского состава при Военной академии бронетанковых и механизированных войск.
Командир 3-го танкового батальона 65-й танковой бригады 11-го танкового корпуса майор Павел Свирепкин отличился в ходе боёв за города Радом, Томашув и Лодзь (Польша). Его батальон 18 января 1945 года форсировал реку Пилица, успешно вёл уличные бои в Лодзи, захватил аэродром с 80 самолётами противника.
С 1946 по 1951 годы П. М. Свирепкин был слушателем Военной академии бронетанковых и механизированных войск. После окончания академии служил командиром полка в 25-й гвардейской механизированной дивизии, а с 1957 года — заместителем командира 81-й гвардейской мотострелковой дивизии. В 1960 году перешёл на преподавательскую работу — был заместителем начальников Киевского танкового, а затем Киевского командно-технического училищ.
С 1964 года полковник П. М. Свирепкин — в запасе. Умер 19 апреля 1965 года, похоронен в Киеве на Лукьяновском военном кладбище (участок № 2).

## Награды

Могила Павла Свирепкина

- Указом Президиума Верховного Совета СССР от 27 февраля 1945 года за образцовое выполнение боевых заданий командования на фронте борьбы с немецко-фашистскими захватчиками и проявленные при этом мужество и героизм майору Свирепкину Павлу Михайловичу присвоено звание Героя Советского Союза[4] с вручением ордена Ленина и медали «Золотая Звезда» (№ 5151).
- Награждён орденами Ленина[5], Красного Знамени[2], Отечественной войны 1-й степени[4], двумя орденами Красной Звезды[6], медалями «За отвагу»[7], «За боевые заслуги», «За освобождение Варшавы», «За взятие Берлина», «За победу над Германией», «ХХХ лет Советской армии и Военно-морского флота».

## Память
- В родном селе Дорошовка именем Героя названа улица и воздвигнут памятник.